# Wim Tunderman
Jan Willem (Wim) Tunderman (Rotterdam, 14 januari 1903 - Dachau, 26 december 1942) was een Nederlandse predikant. Hij werd vanwege zijn verzet tegen het nationaalsocialisme gearresteerd en overleed in Kamp Dachau. 

## Levensloop
Tunderman werkte na de mulo aanvankelijk op een effectenkantoor en voor het Rotterdamse elektriciteitsbedrijf, maar wilde predikant worden. Hij studeerde theologie aan de Vrije Universiteit in Amsterdam. Zijn eerste gemeente was de gereformeerde kerk in Vrouwenpolder en Gapinge. In 1938 nam hij een beroep aan van de gereformeerde kerk in het dorp Helpman ten zuiden van Groningen. 
Al voor de uitbraak van de Tweede Wereldoorlog keerde Tunderman zich in zijn preken tegen het nationaalsocialisme. Na de Duitse inval in mei 1940 sprak Tunderman op illegale bijeenkomsten en waarschuwde in een illegaal geschrift ouders tegen de geestelijke bedreiging van de Nederlandse Arbeidsdienst. In diensten bad hij voor koningin Wilhelmina en het Joodse volk. Toen er koper en tin werd ingezameld weigerde Tunderman, met opgaaf van redenen. 
Tunderman kwam door zijn houding  bij de Sicherheitsdienst (SD) in beeld. Hij werd verraden door kerkspion Jan Albert van der Warf. De SD kwam begin 1942 bij hem aan huis om hem te arresteren. Tunderman was op dat moment niet thuis. Hij werd gewaarschuwd, maar liet zich niet afschrikken. Op 9 januari 1942 werd hij alsnog gearresteerd en overgebracht naar het Huis van Bewaring in Groningen aan de Hereweg. Hij deelde daar een cel met gereformeerde predikant Jo Kapteyn en enige tijd met de latere GPV-politicus Piet Jongeling. Hij hielp Jongeling bij het creëren van een alibi.
Via Kamp Amersfoort werd Tunderman overgebracht naar het Duitse concentratiekamp Dachau. In Amersfoort was Tunderman in een Jodencommando geplaatst, omdat hij voor hen had gebeden. In Dachau werd Tunderman begin november 1942 samen met 39 Poolse geestelijken ingedeeld bij twee medische experimenten. Hij kreeg etter ingespoten in zijn benen en armen. Die proef moest kennis opleveren over flegmone, een acute etterige ontsteking in de weefselspleten onder de huid.

## Persoonlijk
Tunderman was getrouwd met Bastiaantje Kurpershoek. Hun huwelijk bleef kinderloos. Zij overleed enkele maanden na de dood van haar man aan de gevolgen van een hartvergroting. In 2013 werd Tunderman-Kurpershoeks oorlogsdagboek gepubliceerd onder de titel Hij was in Dachau.